# Miss Nicky Trax

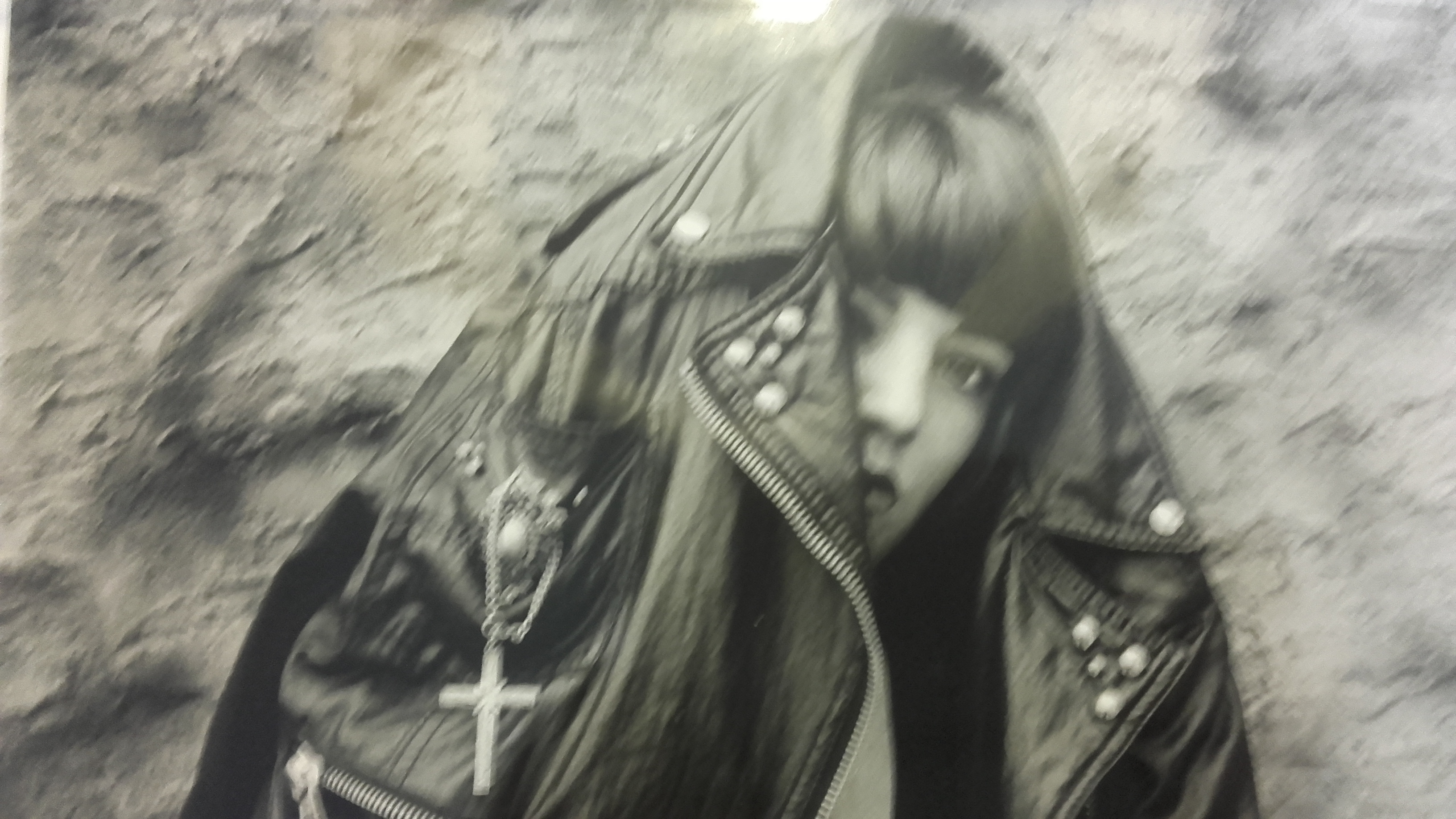
Miss Nicky Trax

Annie Josphine Albertina (Annick of Nicky)  Vermeulen (Heist-op-den-Berg, 12 januari 1971), beter bekend als Miss Nicky Trax, is een Belgisch zangeres.
Maurice Engelen van Antler Subway Records ontmoette Vermeulen in discotheek Boccacio. Haar bekendste plaat is het acid-newbeatnummer Acid in the House uit 1988, mede geschreven door Praga Khan. Het verscheen onder andere op Turn Up The Bass, Boccaccio's verzamelalbum The New Beat Source en ruim 20 jaar later op 20 Years Of New Beat uit 2009. Op de radio werd het nummer onder andere gedraaid door John Peel (BBC, 2002) en in 2016 nog op Studio Brussel.
Onder het pseudoniem Hyper Pearl zong ze het nummer Can you feel the pain, dat in 1995 werd uitgebracht op het Belgische platenlabel Aquatic.

## Discografie
- 1988 Miss Nicky Trax - Acid in the House
- 1989 Miss Nicky Trax - Hooked on you
- 1990 Miss Nicky Trax - Baby, it's allright now
- 1991 Miss Nicky Trax - Sweet sensation
- 1992 Oxy - The feeling
- 1995 Hyper Pearl - Can you feel the pain

## Trivia
In 2005 bracht V/Vm de 12 inch I Wanna Fuck Miss Nicky Trax uit.